# Lindesbergs VBK
Lindesbergs VBK är en volleybollklubb i Lindesberg i Sverige, bildad 1971. Damlaget blev svenska mästare 2012. Laget åkte ur elitserien 2022 efter att ha förlorat i kvalet mot Göteborg Volleybollklubb i golden set. Laget tillhör topp 10 i Elitseriens maratontabell

### Fotnoter
1. ↑  ”Grand Prix 2011”. Svenska Volleybollförbundet. https://svbf-web.dataproject.com/CompetitionMatches.aspx?ID=8&PID=11. Läst 29 april 2023.
2. ↑  ”SM-slutspel 2011”. Svenska Volleybollförbundet. https://svbf-web.dataproject.com/CompetitionMatches.aspx?ID=3&PID=7. Läst 26 april 2023.
3. ↑  ”Grand Prix 2012”. Svenska Volleybollförbundet. https://svbf-web.dataproject.com/CompetitionMatches.aspx?ID=17&PID=19. Läst 29 april 2023.
4. ↑  ”Slutspel 2012”. Svenska Volleybollförbundet. https://svbf-web.dataproject.com/CompetitionMatches.aspx?ID=12&PID=21. Läst 8 oktober 2022.
5. ↑  ”Grand Prix 2013”. Svenska Volleybollförbundet. https://svbf-web.dataproject.com/CompetitionMatches.aspx?ID=23&PID=29. Läst 29 april 2023.
6. ↑  ”2013 CEV Volleyball Challenge Cup - Women” (på engelska). Confédération Européenne de Volleyball. https://www-old.cev.eu/Competition-Area/Competition.aspx?ID=571&PID=-2. Läst 27 november 2022.
7. ↑  ”SM-slutspel 2013”. Svenska Volleybollförbundet. https://svbf-web.dataproject.com/CompetitionMatches.aspx?ID=19&PID=25. Läst 9 oktober 2022.
8. ↑  ”SM-slutspel 2014”. Svenska Volleybollförbundet. https://svbf-web.dataproject.com/CompetitionHome.aspx?ID=37. Läst 17 maj 2022.
9. ↑  ”Grand Prix 2015”. Svenska Volleybollförbundet. https://svbf-web.dataproject.com/CompetitionMatches.aspx?ID=48&PID=71. Läst 29 april 2023.
10. ↑  ”SM-slutspel 2015”. Svenska Volleybollförbundet. https://svbf-web.dataproject.com/CompetitionHome.aspx?ID=47. Läst 5 maj 2022.
11. ↑  ”Grundserien 2015/16”. Svenska Volleybollförbundet. https://svbf-web.dataproject.com/CompetitionHome.aspx?ID=58. Läst 5 maj 2022.
12. ↑  ”SM-slutspel 2015/16”. Svenska Volleybollförbundet. https://svbf-web.dataproject.com/CompetitionHome.aspx?ID=61. Läst 15 maj 2022.
13. ↑  ”Grand Prix 2016/17”. Svenska Volleybollförbundet. https://svbf-web.dataproject.com/CompetitionMatches.aspx?ID=71&PID=94. Läst 29 april 2023.
14. ↑  ”SM-slutspel 2016/17”. Svenska Volleybollförbundet. https://svbf-web.dataproject.com/CompetitionHome.aspx?ID=70. Läst 5 maj 2022.
15. ↑  ”Grand Prix 2017/18”. Svenska Volleybollförbundet. https://svbf-web.dataproject.com/CompetitionMatches.aspx?ID=96&PID=137. Läst 29 april 2023.
16. ↑  ”SM-slutspel Dam 2017/18”. Svenska Volleybollförbundet. https://svbf-web.dataproject.com/CompetitionMatches.aspx?ID=99&PID=141. Läst 5 maj 2022.
17. ↑  ”SM-slutspel Damer 2018/19”. Svenska Volleybollförbundet. https://svbf-web.dataproject.com/CompetitionMatches.aspx?ID=130&PID=191. Läst 5 maj 2022.
18. ↑  ”SM-slutspel Damer 2020/21”. Svenska Volleybollförbundet. https://svbf-web.dataproject.com/CompetitionMatches.aspx?ID=234&PID=323. Läst 17 mars 2024.
19. ↑  ”Elitserien Damer - Grundserie”. Svenska Volleybollförbundet. https://svbf-web.dataproject.com/CompetitionHome.aspx?ID=263. Läst 17 mars 2024.
20. ↑  ”Division 1 Damer Norra 2022/23”. Svenska Volleybollförbundet. https://svbf-web.dataproject.com/CompetitionHome.aspx?ID=300. Läst 27 september 2023.
21. ↑  ”Elitserien Damer 2018/19”. Svenska Volleybollförbundet. https://svbf-web.dataproject.com/CoachDetails.aspx?TeamID=661&CoachID=3463&ID=103. Läst 3 augusti 2024.
22. ↑  ”Elitserien Damer 2017/18”. Svenska Volleybollförbundet. https://svbf-web.dataproject.com/CompetitionTeamDetails.aspx?TeamID=281&ID=76. Läst 3 augusti 2024.
23. ↑  ”Elitserien Damer 2019/20”. Svenska Volleybollförbundet. https://svbf-web.dataproject.com/CompetitionTeamDetails.aspx?TeamID=902&ID=146. Läst 3 augusti 2024.
24. ↑  ”Elitserien Damer 2020/21”. Svenska Volleybollförbundet. https://svbf-web.dataproject.com/CompetitionTeamDetails.aspx?TeamID=1121&ID=175. Läst 3 augusti 2024.
25. ↑  ”Kanadensisk coach för elitlaget nästa säsong”. https://www.svenskalag.se/lindesbergvolley/nyheter/1640711/kanadensisk-coach-for-elitlaget-nasta-sasong. Läst 3 augusti 2024.
26. ↑  ”Lindesberg nosar på topplatsen i Norrettan – 24i”. 10 december 2022. https://24i.se/lindesberg-nosar-pa-topplatsen-i-norrettan/. Läst 3 augusti 2024.
27. ↑  ”Gamle guldtränaren ska rädda Lindesberg kvar”. Nerikes Allehanda. 18 december 2023. https://www.na.se/2023-12-18/niofaldiga-guldtranaren-ska-radda-lindesberg-kvar/. Läst 3 augusti 2024.
28. ↑  ”Lindesberg VBK” (på engelska). Svenska Volleybollförbundet. https://svbf-web.dataproject.com/CompetitionTeamDetails.aspx?TeamID=2381&ID=371. Läst 3 augusti 2024.
29. ↑  ”Om klubben”. Lindesbergs VBK. http://www.lindesbergvolley.se/about.asp?teamID=6395. Läst 17 april 2013.
30. ↑  ”2010-talet”. Svenska Volleybollförbundet. http://iof3.idrottonline.se/SvenskaVolleybollforbundet/volleyboll/Omvolleyboll/Historik/SvenskaMastaregenomtiderna/2010-talet/. Läst 26 juni 2014.
31. ↑  ”Lindesberg förlorade i "golden set" – degraderas till division 1: ”Helt tom på ord””. Nerikes Allehanda. https://www.na.se/2022-04-09/lindesberg-forlorade-i-golden-set--degraderas-till-division-1-helt-tom-pa-ord. Läst 18 september 2022.
32. ↑  ”MARATHONTABELL VOLLEYBOLL 1963 - 2019/20 ELITSERIEN DAMER”. Svenska volleybollförbundet. 20 april 2020. Arkiverad från originalet den 26 oktober 2022. https://web.archive.org/web/20221026174820/https://www.volleyboll.se/globalassets/svenska-volleybollforbundet-volleyboll/dokument/om-sporten-historik/marathontabell-efter-grundserien-201920-d.pdf. Läst 25 oktober 2022.